# Kumbi
Kumbi è una suddivisione dell'India, classificata come nagar panchayat, di 7.947 abitanti, situata nel distretto di Bishnupur, nello stato federato del Manipur. In base al numero di abitanti la città rientra nella classe V (da 5.000 a 9.999 persone).

## Geografia fisica
La città è situata a 24° 25' 35 N e 93° 47' 52 E.

## Società

### Evoluzione demografica
Al censimento del 2001 la popolazione di Kumbi assommava a 7.947 persone, delle quali 3.994 maschi e 3.953 femmine. I bambini di età inferiore o uguale ai sei anni assommavano a 1.039, dei quali 517 maschi e 522 femmine. Infine, coloro che erano in grado di saper almeno leggere e scrivere erano 5.014, dei quali 2.822 maschi e 2.192 femmine.